# Louise Rayner
Louise Ingram Rayner (Matlock Bath, 21 giugno 1832 – St Leonards-on-Sea, 8 ottobre 1924) è stata una pittrice britannica.

## Famiglia
Louise nacque a Matlock Bath nel Derbyshire. I suoi genitori, Samuel ed Rayner (nata Manser) erano entrambi famosi artisti, tant'è che a Samuel fu permesso esporre alla Royal Academy già quando aveva 15 anni. Quattro delle sorelle di Louise - Ann ("Nancy"), Margaret, Rose e Frances - e suo fratello Richard furono anch'essi artisti. La famiglia viveva a Matlock Bath e a Derby, prima di trasferirsi a Londra nel 1842.
Louise studiò pittura a partire dai quindici anni sotto la guida del padre, prima, e poi da amici di famiglia, che erano artisti consolidati come George Cattermole, Edmund Niemann, David Roberts e Frank Stone. Il suo primo lavoro ad essere esposto, il primo di una serie di oli, fu “L'interno della Cappella Haddon”, esposto alla Royal Academy nel 1852.

## Gli acquerelli

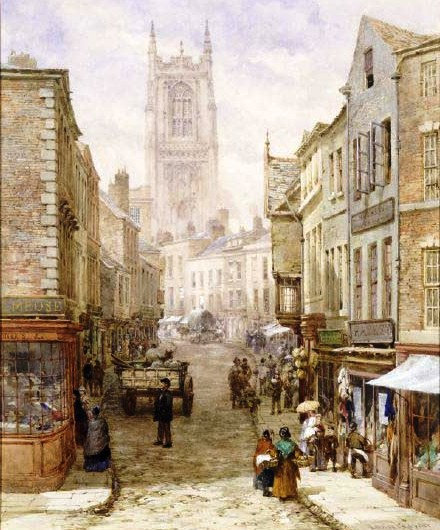
Irongate (1924), oggi nel Derby Museum and Art Gallery.

Dal 1860, tuttavia, il suo mezzo espressivo divenne l'acquerello, per mezzo del quale produsse quadri per oltre cinquant'anni, esponendoli presso la Society of Lady Artists, The Royal Academy, la Royal Watercolour Society e la Royal Society of British Artists. I suoi dipinti rappresentano tipicamente scene di strada molto ricche di dettagli molto pittoresche, dove sono ritratte le città britanniche nel periodo vittoriano al suo culmine dell'espansione: oggi sono molto popolari come stampe e puzzle.
Intorno al 1910 si trasferì con la sorella a Tunbridge Wells e, in seguito, a St Leonards, dove morì nel 1924.
Sue opere sono presenti presso il Russell-Cotes Art Gallery & Museum, Bournemouth, il Derby Museum and Art Gallery ed il Grosvenor Museum, Chester, che possiede 23 delle sue acquerelli ed è la più grande tra tutte le sue collezioni pubbliche.